# Precetti buddisti
I Precetti sono un elemento chiave della morale buddista.

## I Precetti secondo il Buddismo
I Precetti morali sono per questa religione una porta fondamentale per una retta condotta di vita e per una proficua pratica introspettiva e meditativa che possa alla fine condurre alla liberazione dalla sofferenza. Proposti dal Buddha Shakyamuni 2500 anni fa, hanno origine dalla consapevolezza che ogni cosa è interconnessa con tutte le altre, per cui qualunque comportamento umano ha effetti sulla vita di tutti gli esseri senzienti che ne condividono l'esistenza in questo mondo.
Nella scuola Theravāda del buddismo esistono tre gradi di precetti, a seconda del livello di pratica che l'individuo si sente in grado e volenteroso di impegnarsi a seguire.  Questi sono:
- i cinque precetti (pañca sīla), che si raccomanda a tutti i laici che si dicono buddisti di seguire e che consistono nel:

1. astenersi dall'uccidere o dal nuocere agli esseri viventi;
2. astenersi dal rubare;
3. astenersi dall'erronea condotta sessuale;
4. astenersi dall'uso di un eloquio volgare o offensivo e dal mentire;
5. astenersi dall'alcool o dalle sostanze che alterano la lucidità mentale.

- Gli otto precetti (attha sīla), cui deve adeguare la propria condotta chiunque si trovi in un tempio e che si raccomanda a tutti i laici che si dicono buddisti praticanti di seguire almeno nei giorni di osservanza (i giorni di uposatha, ossia i giorni di luna piena, luna nuova e i quarti di luna intermedi).  Questi consistono in:

1. astenersi dall'uccidere;
2. astenersi dal rubare;
3. astenersi da qualsiasi genere di condotta sessuale;
4. astenersi dall'uso di un eloquio volgare o offensivo;
5. astenersi dal mangiare dopo mezzogiorno fino all'alba seguente;
6. astenersi dal cantare, ballare e dalle attività ludiche in genere,
7. astenersi dall'uso di gioielli, cosmetici o profumi;
8. astenersi dal riposare o dormire su letti o giacigli alti o dalle dimensioni eccessive.

- I dieci precetti (dasa sīla), cui devono sempre adeguare la propria condotta tutti i novizi, le novizie, i monaci e le monache.  Questi consistono nel:[1]

1. astenersi dall'uccidere;
2. astenersi dal rubare;
3. astenersi da qualsiasi genere di condotta sessuale;
4. astenersi dal dire il falso;
5. astenersi dall'alcool o dalle sostanze che alterano la lucidità mentale;
6. astenersi dal mangiare dopo mezzogiorno fino all'alba seguente;
7. astenersi da attività ludiche o svaghi;
8. astenersi dall'uso di gioielli, cosmetici o profumi;
9. astenersi dal riposare o dormire su letti o giacigli alti o dalle dimensioni eccessive;
10. astenersi dall'accettare oro e argento (valori e denaro in genere).

I precetti costituiscono una guida etica essenziale per l'aderenza del praticante ai principi morali buddisti dell'ottuplice sentiero, che illustra le "tre pratiche dell'Etica", ripartite nelle tre classi di:
- Retta azione;
- Retta parola;
- Retti mezzi di sussistenza.

Da ciascun precetto si ricaverebbe il rispetto per la vita e la compassione per tutti gli esseri, nonché la decisione di mantenere sani, nel corpo e nella mente, l'uomo, la comunità spirituale, la famiglia e la società.
Ogni precetto include tre aspetti:
- la consapevolezza della sofferenza generata da un comportamento erroneo;
- la determinazione ad astenersi da quel comportamento;
- il voto di fare qualcosa in positivo come rimedio alla sofferenza:
  - proteggere la vita;
  - coltivare la generosità;
  - avere una vita sessuale sana e coltivare rapporti sinceri;
  - parlare con schiettezza e con gentilezza;
  - mantenere la chiarezza mentale.

Il fulcro dei precetti sono le risposte che il buddismo dà a domande come: "cos'è la sofferenza, come si genera e soprattutto, chi è che soffre?" O anche: "c'è veramente differenza fra la sofferenza degli altri e la propria sofferenza?" Secondo la dottrina buddista, realizzare il vero significato dei precetti vuol dire riuscire a far luce sulla natura della sofferenza esistenziale

## La formula rituale
Nel seguito si riporta, tradotta, la formula rituale in lingua pāli che è recitata dai laici theravāda quando si assumono l'impegno di rispettare i cinque precetti.
- Prima fase: si prende rifugio nella Triplice Gemma:

Buddhaṃ saraṇaṃ gacchāmi
Prendo rifugio nel Buddha;
Dhammaṃ saraṇaṃ gacchāmi
Prendo rifugio nel Dhamma;
Saṅghaṃ saraṇaṃ gacchāmi
Prendo rifugio nel Sangha.
Dutiyampi Buddhaṃ saraṇaṃ gacchāmi
Una seconda volta prendo rifugio nel Buddha;
Dutiyampi Dhammaṃ saraṇaṃ gacchāmi
Una seconda volta prendo rifugio nel Dhamma;
Dutiyampi Saṅghaṃ saraṇaṃ gacchāmi
Una seconda volta prendo rifugio nel Sangha.
Tatiyampi Buddhaṃ saraṇaṃ gacchāmi
Una terza volta prendo rifugio nel Buddha;
Tatiyampi Dhammaṃ saraṇaṃ gacchāmi
Una terza volta prendo rifugio nel Dhamma;
Tatiyampi Saṅghaṃ saraṇaṃ gacchāmi
Una terza volta prendo rifugio nel Sangha.
- Seconda fase: i precetti veri e propri.
  - I cinque precetti:

Pāṇātipātā veramaṇī sikkhāpadaṃ samādiyāmi
Assumo il precetto di non prendere la vita;
Adinnādānā veramaṇi sikkhāpadaṃ samādiyāmi
Assumo il precetto di non prendere quello che non mi è dato;
Kamesu micchācara veramaṇi sikkhāpadaṃ samādiyāmi
Assumo il precetto di non darmi ad un'erronea condotta sessuale;
Musāvādā veramaṇi sikkhāpadaṃ samādiyāmi
Assumo il precetto di non usare un linguaggio riprovevole;
Surāmerayamajja pamādaṭṭhānā veramaṇi sikkhāpadaṃ samādiyāmi
Assumo il precetto di non assumere alcool o sostanze inebrianti.
- Gli otto precetti:

Panatipata veramaṇi sikkhāpadaṃ samādiyāmi
Assumo il precetto di non prendere la vita;
Adinnadana veramaṇi sikkhāpadaṃ samādiyāmi
Assumo il precetto di non prendere quello che non mi è dato;
Abrahmacariya veramaṇi sikkhāpadaṃ samādiyāmi
Assumo il precetto di astenermi da qualsiasi attività sessuale;
Musāvādā veramaṇi sikkhāpadaṃ samādiyāmi
Assumo il precetto di non usare un linguaggio riprovevole;
Surāmerayamajja pamādaṭṭhānā veramaṇi sikkhāpadaṃ samādiyāmi
Assumo il precetto di non assumere alcool o sostanze inebrianti;
Vikālabhojanā veramaṇi sikkhāpadaṃ samādiyāmi
Assumo il precetto di astenermi dal mangiare fuori orario;
Nacca-gīta-vādita-visūkadassanā mālā-gandha-vilepana-dhāraṇa-maṇḍana-vibhūsanaṭṭhānā veramaṇi sikkhāpadaṃ samādiyāmi
Assumo il precetto di astenermi dal ballare, dal cantare, dal suonare, dal frequentare spettacoli, dall'indossare ghirlande, dall'uso di profumi e di cosmetici;
Uccasayana-mahasayana veramaṇi sikkhāpadaṃ samādiyāmi
Assumo il precetto di astenermi dal giacere su un letto alto o lussuoso.
Questi otto precetti sono esposti nel Saranagamana sutta del Khuddakapatha, Khuddaka Nikāya, della sezione del Sutta Piṭaka del canone buddista della scuola theravāda.
- I dieci precetti:

(i primi sei precetti sono uguali ai primi sei degli otto precetti)
Nacca-gīta-vādita-visūka-dassanā veramaṇī sikkhāpadaṃ samādiyāmi
Assumo il precetto di astenermi dal ballare, dal cantare, dal suonare, dal frequentare spettacoli;
Mālā-gandha-vilepana-dhāraṇa-maṇḍana-vibhūsanaṭṭhānā veramaṇī sikkhāpadaṃ samādiyāmi
Assumo il precetto di astenermi dall'indossare ghirlande, dall'uso di profumi e di cosmetici;
Uccāsayana-mahāsayanā veramaṇī sikkhāpadaṃ samādiyāmi
Assumo il precetto di astenermi dal giacere su un letto alto o lussuoso;
Jātarūpa-rajata-paṭiggahaṇā veramaṇī sikkhāpadaṃ samādiyāmi
Assumo il precetto di astenermi dall'accettare oro e argento (denaro in genere).
Questi dieci precetti sono esposti nel Mahāvagga del Vinaya Piṭaka, la raccolta dedicata alla disciplina monastica del canone buddista della scuola theravāda.